# 용해
용매화(溶媒和, 영어: solvation) 또는 용해(溶解)는 용질이 용매 속으로 확산되어 섞이는 것을 말한다. 용매 입자와 용질 입자의 사이의 인력이 용매 입자끼리의 인력이나 용질 입자끼리의 인력보다 크거나 같으면 용해가 잘 일어난다. 그러나, 용매 입자와 용질 입자 사이의 인력보다 용매 입자끼리의 인력,용질 입자끼리의 인력이 더 크면 용해가 잘 일어나지 않는다. 구조나 성질이 비슷한 물질끼리는 잘 섞이고, 다른 물질끼리는 잘 섞이지 않는다. 수소 결합을 한 물질이거나, 극성 분자인 물질은 물에 잘 녹는다. 용해가 일어나는 과정에서 이온은 용매 입자로 둘러싸여 하나의 큰 덩어리를 이루게 된다. 용해는 용매와 용질 입자를 재배열하여 그 큰 덩어리를 만드는 과정이다. 용해는 결합의 형성, 수소 결합, 그리고 반데르발스 힘과 관련이 있다. 특히 용매가 물인 용해 과정은 수화라고도 한다.
고체의 용해도는 고체의 격자 에너지, 용해 과정의 에너지 변화와 엔트로피 변화에 의해 결정된다. 용해가 진행되면 점점 화학적으로 안정해지다가 어느 지점을 넘으면 오히려 용해가 진행될수록 더 불안정해지게 되는데, 이 안정화와 불안정화의 경계가 되는 지점이 그 고체의 용해도가 되는 것이다.
물은 극성을 가지므로 이온성 물질이나 극성을 띤 화합물을 잘 녹인다. 물 분자와 이온 사이에 인력이 작용하여 이온성 물이 양이온과 음이온으로 쉽게 떨어져 나오므로 염화 나트륨, 질산 나트륨, 황산 구리와 같은 이온성 물질은 물에 잘 녹게 된다.

## 같이 보기
- 용액
- 용해도
- 용해 평형
- 과포화